# Semanario Voz
El Semanario Voz es un periódico colombiano ideológicamente de izquierda dirigido desde 1994 por Carlos Lozano Guillén, hasta el año 2018. Desde entonces fue dirigido por Claudia Flórez Sepúlveda. Desde 2023 y hasta la fecha por Zabier Hernández Buelvas. El periódico fue fundado el 20 de julio de 1957 por el Partido Comunista Colombiano, que en aquel entonces era una organización política declarada ilegal por el gobierno ejercido por la Junta militar de Colombia.

## Historia
Fundado en 1957, el periódico circuló bajo el nombre de Voz de la Democracia y era dirigido por Manuel Cepeda Vargas. En 1964 el periódico fue cerrado por orden del presidente conservador Guillermo León Valencia y fue reabierto meses después bajo el nombre de Voz Proletaria, años más tarde cambiaría nuevamente su nombre a Voz.
En 1994 Cepeda Vargas deja el cargo de director a Carlos Lozano para él ocupar una curul en el Congreso de la República en representación de la Unión Patriótica, tiempo después Cepeda Vargas sería asesinado. 
El periódico y quienes trabajan en él han sido víctimas de persecución por grupos radicales de extrema derecha, han sobrevivido a dos atentados con explosivos en sus instalaciones en Bogotá y dos de sus periodistas han sido asesinados y varios de ellos amenazados, también han tenido que superar múltiples dificultades económicas. Su director fue investigado y absuelto por rebelión debido a supuestos correos encontrados en los computadores de Raúl Reyes, Lozano ha dicho que las comunicaciones que adelantaba con las FARC eran de completo conocimiento del gobierno y su comisionado de paz Luis Carlos Restrepo y que dichas comunicaciones consistían en gestiones de paz que ha adelantado tanto para ese como para otros gobiernos y que siempre han tenido el consentimiento oficial.